# Wilson megye (Texas)
Wilson megye az Amerikai Egyesült Államokban, azon belül Texas államban található. Megyeszékhelye és legnagyobb városa Floresville. Lakosainak száma 49 753 fő (2020. április 1.). Wilson megye Bexar, Atascosa, Guadalupe, Gonzales és Karnes megyékkel határos.

## Népesség
A megye népességének változása:
| Lakosok száma | 43 083 | 43 689 | 44 396 | 45 418 | 47 520 | 49 753 |
|               | 2010   | 2011   | 2012   | 2013   | 2015   | 2020   |